# Andrej Nikolaevič Tichonov
Andrej Nikolaevič Tichonov (in russo Андрей Николаевич Тихонов?; Gžatsk, 30 ottobre 1906 – Mosca, 8 novembre 1993) è stato un matematico sovietico.
I lavori di Tichonov sono stati pubblicati originariamente in tedesco, da cui la traslitterazione Tychonoff. Altre traslitterazioni del nome sono Tikhonov e Tychonov.
Nato nei pressi di Smolensk, studiò all'Università di Stato di Mosca, ricevendo il titolo di dottore nel 1927 sotto la guida di Pavel Aleksandrov.
Nel 1933 divenne professore all'Università di Mosca.
Tichonov lavorò in molti diversi campi della matematica. Ha dato contributi importanti in topologia, analisi funzionale, fisica matematica, e alcune classi di problemi mal posti. La regolarizzazione di Tichonov, uno dei metodi più adoperati per la risoluzione di problemi inversi, prende il suo nome.
Tichonov è noto soprattutto per il suo lavoro in topologia, incluso il Teorema di metrizzazione da lui dimostrato nel 1926, e il Teorema di Tychonoff, che stabilisce che ogni prodotto di un numero arbitrario di spazi topologici compatti è ancora compatto. In suo onore, gli spazi topologici completamente regolari sono anche noti come spazi di Tichonov.

## Pubblicazioni
- (EN)  A.N. Tikhonov and V.Y. Arsenin, Solutions of ill-posed problem, Winston, New York, 1977 ISBN 0-470-99124-0